# Orden für Verdienste um das Sportwesen (Frankreich)

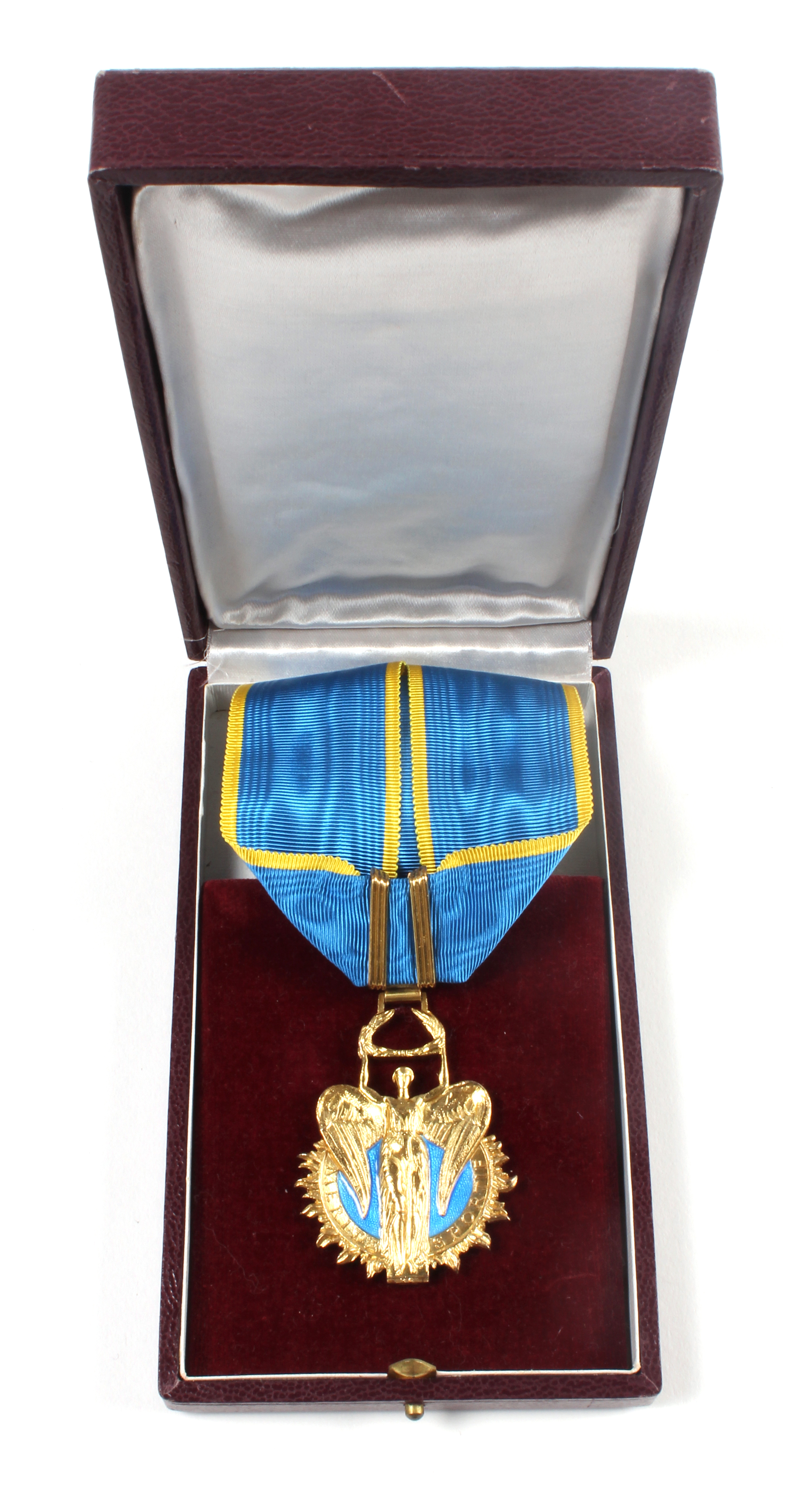
Kommandeurkreuz aus dem Besitz Sir Edmund Hillarys

Der Orden für Verdienste um das Sportwesen (fr. Ordre du Mérite sportif) ist ein ehemaliger französischer Verdienstorden, der 1956 geschaffen und bis zur Stiftung des Nationalverdienstordens (fr. Ordre national du Mérite) 1963 verliehen wurde.   

## Geschichte
Der Orden für Verdienste um das Sportwesen wurde am 6. Juli 1956 per Dekret 56-689 durch den Staatspräsidenten René Coty gestiftet und war zur Belohnung von Personen gedacht, die sich durch außergewöhnliche sportliche Leistungen ausgezeichnet oder sich auf dem Gebiet des Sportwesens um die Französische Republik verdient gemacht hatten. Die Verleihung des Ordens für Verdienste um das Sportwesen wurde 1963 im Zuge der Reorganisation des französischen Ordenswesens und der Stiftung des Nationalverdienstordens eingestellt.

## Klassen
Der Orden besteht aus drei Klassen.
- Kommandeur
- Offizier
- Ritter

## Ordensdekoration
Das Ordenszeichen ist eine Silber vergoldete runde Medaille, auf der eine Siegesgöttin mit Flügeln und ausgestreckten Armen aufliegt. Die Figur ragt über den oberen Halbkreis der Medaille hinaus und trägt in den Händen einen Lorbeerkranz. Im unteren Halbrund ist die Inschrift MERITE SPORTIF (Sportverdienst) zu lesen. Auf der Rückseite die Rückenansicht der Siegesgöttin mit der Umschrift REPVBLIQVE FRANÇAISE (Republik Frankreich).
Die Dekoration der Kommandeure ist zudem im Avers der Medaille hellblau emailliert und von stilisierten Sonnenstrahlen umschlossen.

## Trageweise
Getragen wird das Kommandeurkreuz als Halsorden. Die Ordenszeichen der Offiziere und Ritter am Band auf der linken Brustseite, wobei auf dem Band des Offizierskreuzes noch eine Rosette angebracht ist.
Das Ordensband ist hellblau mit gelben Randstreifen.

Bandschnallen des Ordens für Verdienste um das Sportwesen
Kommandeur
Offizier
Ritter